# بريان ويد
بريان ويد (بالإنجليزية: Bryan Wade)‏ هو لاعب كرة قدم بريطاني في مركز الهجوم، ولد في 25 يونيو 1963 في باث في المملكة المتحدة. لعب مع سوانزي سيتي.